# Comore
Comore (arabă جزر القمر, Juzur al-Qumur: „Insulele Comore”), oficial Uniunea Comorelor (franceză Union des Comores, arabă الإتّحاد القمريّ, Al-Ittiḥād al-Qumuriyy) este o țară insulară din Oceanul Indian, localizată în largul coastelor Africii în partea de nord a Canalului Mozambic între Madagascar și Mozambic. Capitala și cel mai mare oraș este la Moroni
În mod oficial, statul este format din cele patru insule de origine vulcanică ale arhipelagului Comore: Ngazidja (franceză Grande Comore), Mwali (franceză Mohéli), Nzdwani (franceză Anjouan), și Mahoré (franceză Mayotte), precum și numeroase alte insule de dimensiune mai mică. Cu toate acestea, insula Mayotte nu s-a aflat sub administrația guvernului Comorelor în urma independenței față de Franța, aceasta respingând referendumul referitor la independența statului și ca urmare a rămas sub suveranitate franceză, formând o Colectivitate de peste mări. Datorită dreptului de veto al Franței în Consiliul de Securitate al ONU, nici o rezoluție care să afirme suveranitatea Comorelor asupra insulei Mayotte nu a fost aceptată de Organizația Națiunilor Unite.

## Agitații ani de după independență
Insulele Comore au devenit independente în iulie 1975. Ca președinte e ales Ahmed Abdallah. Doar că Abdallah e dat jos 28 de zile mai târziu cu ajutorul unui mercenar francez, Bob Denard. Muhammad Jaffar devine noul președinte. 6 luni mai târziu, în ianuarie 1976, Jaffar e dat jos în urma unei lovituri de stat. Comunistul Ali Soilih ajunge la putere. Soilih e dat jos la 13 mai 1978 cu ajutorul lui Bob Denard. Țara e condusă pentru 10 zile de Said Atthoumani apoi urmează o altă lovitură de stat care aduce la putere un consiliu condus de Ahmed Abdallah și Muhammad Jaffar. Apoi la 8 octombrie același an Abdallah redevine președinte. A condus țara 11 ani până e asasinat la 26 noiembrie 1989. Ca președinte provizoriu e ales Said Mahomed Djohar (fratele vitreg al lui Ali Soilih). Djohar devine președinte în ianuarie 1990. Cinci ani mai târziu, în septembrie 1995 Djohar e dat jos cu o lovitură de stat organizată tot de Bob Denard. Urmează 3 guverne provizorii. La alegerile din ianuarie 1996 Djohar a câștigat iar alegerile dar e deposedat în martie același an. Liderul loviturii de stat, Mohamed Abdoulkarim devine președinte dar e asasinat 2 ani mai târziu, la 6 noiembrie 1998. E instalat un guvern condus de Tadjidine Ben Said care e dat jos în urma unei lovituri de stat de la 30 aprilie 1999 conduse de Azali Assoumani, care ia puterea. În ianuarie 2002 Assoumani e dat jos iar la putere vine un guvern provizoriu condus de Hamada Madi. 4 luni mai târziu guvernul lui Madi e dat jos iar Assoumani revine la putere. Primul transfer de putere pașnic a avut loc la 26 mai 2006 când Ahmed Sambi a câștigat alegerile prezidențile. La algerile din 2011 a câștigat Ikililou Dhoinine. Apoi la alegerile din 2016 a câștigat Assoumani. Dar la 3 februarie 2019 Assoumani e iar dat jos și înlocuit cu un guvern provizoriu condus de Moustradroine Abdou. La alegerile din 26 mai același an Assoumani a câștigat din nou și e președinte și azi!

## Insulele Comore - Foc și apă
În decursul a milioane de ani, patru insule vulcanice s-au înălțat din Oceanul Indian, la nord de Madagascar: Grande Comore, Mwali, Mayotte (Mahorè) și Nzwami. Două dintre aceste insule, Mayotte și Mwali, păstrează puține urme ale originii lor vulcanice: cu timpul, vârfurile abrupte ale munților s-au tocit și nu ies în evidență în peisajul deluros.
Insula Nzwami este cea mai pitorească. Resturile craterelor sale vulcanice sunt inconjurate de podișuri acoperite cu vegetație exotică, presărate din loc în loc cu lacuri și cascade.

Mutsamundu - oraşul principal de pe insula Nzwami

Pe cea mai mare insulă, Grande Comore, se află Karthala - ultimul vulcan activ din arhipelag. Erupțiile sale afectează insula la intervale de 5 - 10 ani, aspectul unei mari părți din insulă amintind de un peisaj selenar din aceasta cauză. Locuitorii insulei trăiesc în neliniște continuă, deoarece direcția râurilor de lava ce se revarsă șuierând înfricoșător în mare nu poate fi prevăzută. În Insulele Comore circulă povești minunate despre misteriosul vulcan. Răspândirea acestora este sprijinită și de natură: vârful vulcanului Karthala (2361 m) este aproape în permanență învăluit de nori de ploaie.

## O cerere de ajutor și consecințele ei

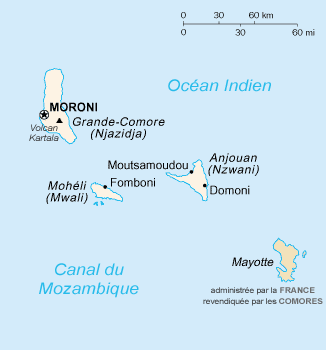
Harta Arhipelagului Comore

Potrivit celor mai recente informații, primii care și-au făcut apariția în Arhipelagul Comore au fost perșii, în preajma anului 975. Timp de secole după aceea, insulele s-au aflat sub influență persană și arabă. Comorele au devenit centrul comerțului est-african cu sclavi, fapt ce a detrminat sporirea considerabilă a averilor sultanilor arabi. Bogăția insulelelor nu a rămas mult timp un secret pentru vecini. 

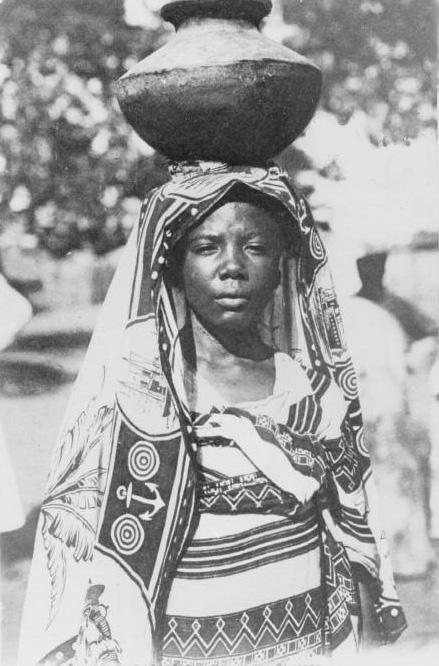
Femeie din Comore îmbrăcată în straie tradiţionale (Foto din 1908)

Permanentele incursiuni ce aveau ca scop jaful și care veneau mai ales dinspre Madagascar, au determinat autoritățile din Comore să solicite ajutor francez. Franța a intervenit cu plăcere, iar în 1866 a transformat arhipelagul în protectorat francez.

În 1975 Franța se declară e acord să recunoască independența Comorelor, dar cu o condiție: fiecare insulă să-și exprime individual opțiunea. Rezultatul referendumului a fost surprinzător: Mayotte a decis să ramână alături de Franța. În prezent, locuitorii insulei au statut de cetățeni francezi din departamentele de peste mări (DOM).

## Economia
Venitul pe locuitor este estimat la 465 de dolari în 2005. Este ușor mai mic decât media din Africa subsahariană (510 dolari). În 2005, 60% din populație trăia în sărăcie.
Cea mai mare parte a populației Uniunii Comorelor este rurală și trăiește din culturile producătoare de hrană sau din pescuit. Insulele exportă totuși vanilie, ylang-ylang și cuișoare. Țara nu este autosuficientă pe plan alimentar. Situația economică este foarte dificilă, diaspora comoriană, foarte solidară, ajută, într-un grad important, la supraviețuirea populației trimițând bani în țară.
Penuriile sunt cronice, apa, electricitatea, benzina, uneori chiar unele produse alimentare de bază lipsesc.
Nu mai există acorduri fiscale între Uniunea Comorelor și Franța din 1992..

### Sistemul monetar
Francul comorian sau francul comorez (în franceză franc comorien, iar în limba arabă فرنك قمري, cod ISO 4217: KMF, simbol local: FC) este moneda Uniunii Comorelor. Este subîmpărțit în 100 de centime.

De la 1 ianuarie 1999, rata de schimb se deduce din paritatea dintre francul francez și euro. (1 € = 6,55957 FF) adică 1 € = 491,968 FC (curs variabil, potrivit piețelor). Însă spre deosebire de francul francez, francul comorian nu este o diviziune a monedei euro.